# The Witcher (serija videoiger)
The Witcher (poljsko Wiedźmin) je serija fantazijskih akcijskih iger igranja vlog, ki jo je razvil studio CD Projekt Red in izdal CD Projekt. Temelji na istoimenski knjižni seriji poljskega pisatelja Andrzeja Sapkowskega in deluje kot nekanonično nadaljevanje zgodbe iz knjig.
Serija se je začela leta 2007 z izdajo The Witcher in zaključila leta 2015 z The Witcher 3: Wild Hunt. Do leta 2022 ima serija tri glavne samostojne igre, dva razširitvena paketa in sedem spin-off iger. Serija velja za kritično priznano in komercialno uspešno, saj je bilo do marca 2023 prodanih že več kot 75 milijonov izvodov iger.
Marca 2022 je studio napovedal, da je v zgodnjem razvoju četrti del franšize, ki je načrtovan kot začetek nove trilogije serije. Oktobra 2022 je bila prav tako napovedana ponovna izdaja prve igre The Witcher. Igro bo razvijal Fool's Theory s popolnim ustvarjalnim nadzorom osebja serije The Witcher in CD Projekta Red.

## Igranje
Serija se vrti okoli Geralta iz Rivije, izurjenega lovca na pošasti, in njegovih dogodivščin v fantazijskem svetu magije, političnih spletk in nevarnih bitij. Igranje se v glavnem osredotoča na raziskovanje, bojevanje in sprejemanje odločitev, ko igralec krmari z Geraltom v svetu igre, opravlja naloge in se bori s sovražniki. Serija je znana po zapletenih pripovedih, moralno dvoumnih odločitvah in pozornosti do detajlov pri ustvarjanju bogatih in poglobljenih svetov, ki jih igralci lahko raziskujejo. 
Naloge imajo več rešitev in razvejanih poti, odvisno od izbire igralca, kar prispeva k ponovljivosti igre in spodbuja raziskovanje. Številne naloge vključujejo interakcijo in vzpostavljanje odnosov z NPC-ji, kar lahko vodi do različnih rezultatov in razvejanih poti v zgodbi. Serija vsebuje tudi različne vrste nalog, vključno z nalogami glavne zgodbe, stranskimi nalogami, pogodbami in lovi na zaklade. Vsaka vrsta naloge ponuja edinstven izziv in nagrado, od napredovanja zgodbe do pridobivanja redkega plena ali odklepanja novih območij. 
Napitki so potrošni predmeti, ki jih lahko Geralt uporabi za začasno izboljšanje svojih sposobnosti. Igralci lahko izberejo, v katere veščine bodo vlagali glede na svoj najljubši stil igranja, in prilagodijo Geraltove veščine po svojih željah. Poleg napitkov in veščin igra vključuje tudi nadgradnje opreme, kot so orožje in oklepi, ki lahko dodatno povečajo Geraltove sposobnosti. Še en pomemben vidik igranja je izdelava in nadgradnja opreme, kjer morajo igralci zbirati različne vire in sodelovati s kovači, da ustvarijo opremo, ki najbolj ustreza Geraltovim potrebam. 

## Izdaje
| 2007      | The Witcher                                |
| 2007      | The Witcher: Crimson Trail                 |
| 2008–2010 |                                            |
| 2011      | The Witcher 2: Assassins of Kings          |
| 2012–2013 |                                            |
| 2014      | The Witcher Adventure Game                 |
| 2015      | The Witcher Battle Arena                   |
| 2015      | The Witcher 3: Wild Hunt                   |
| 2015      | The Witcher 3: Wild Hunt – Hearts of Stone |
| 2016      | The Witcher 3: Wild Hunt – Blood and Wine  |
| 2017      |                                            |
| 2018      | Gwent: The Witcher Card Game               |
| 2018      | Thronebreaker: The Witcher Tales           |
| 2019–2020 |                                            |
| 2021      | The Witcher: Monster Slayer                |
| 2022      | Roach Race                                 |
| TBA       | The Witcher Remake                         |
| TBA       | Project Polaris                            |
| TBA       | Project Sirius                             |

| Leto                | Naslov                                     | Platforme                                            | Platforme           | Platforme                   |
| Leto                | Naslov                                     | Konzola                                              | Računalnik          | Ročna konzola               |
| Glavna serija       | Glavna serija                              | Glavna serija                                        | Glavna serija       | Glavna serija               |
| ------------------- | ------------------------------------------ | ---------------------------------------------------- | ------------------- | --------------------------- |
| 2007                | The Witcher                                | -                                                    | Windows macOS       | -                           |
| 2011                | The Witcher 2: Assassins of Kings          | Xbox 360                                             | Windows macOS Linux | -                           |
| 2015                | The Witcher 3: Wild Hunt                   | Xbox One Xbox Series X/S PlayStation 4 PlayStation 5 | Windows             | Nintendo Switch             |
| TBA                 | The Witcher Remake                         | TBA                                                  | TBA                 | TBA                         |
| TBA                 | Project Polaris                            | TBA                                                  | TBA                 | TBA                         |
| Razširitveni paketi |                                            |                                                      |                     |                             |
| 2015                | The Witcher 3: Wild Hunt – Hearts of Stone | Xbox One Xbox Series X/S PlayStation 4 PlayStation 5 | Windows             | Nintendo Switch             |
| 2016                | The Witcher 3: Wild Hunt – Blood and Wine  | Xbox One Xbox Series X/S PlayStation 4 PlayStation 5 | Windows             | Nintendo Switch             |
| Spin-offi           |                                            |                                                      |                     |                             |
| 2007                | The Witcher: Crimson Trail                 | -                                                    | -                   | Java ME                     |
| 2014                | The Witcher Adventure Game                 | -                                                    | Windows macOS       | Android iOS                 |
| 2015                | The Witcher Battle Arena                   | -                                                    | -                   | Android iOS Windows Phone   |
| 2018                | Gwent: The Witcher Card Game               | Xbox One PlayStation 4                               | Windows macOS       | Android iOS                 |
| 2018                | Thronebreaker: The Witcher Tales           | Xbox One PlayStation 4                               | Windows             | Nintendo Switch Android iOS |
| 2021                | The Witcher: Monster Slayer                | -                                                    | -                   | Android iOS                 |
| 2022                | Roach Race                                 | -                                                    | -                   | Android iOS                 |
| TBA                 | Project Sirius                             | TBA                                                  | TBA                 | TBA                         |

## Odziv
| Igra                                        | Metacritic                             |
| ------------------------------------------- | -------------------------------------- |
| The Witcher                                 | 81/100                                 |
| The Witcher 2                               | (PC/360) 88/100                        |
| The Witcher 3                               | (PC) 93/100 (PS4) 92/100 (XBO) 91/100  |
| The Witcher 3: Wild Hunt - Complete Edition | (PS5) 94/100 (XSXS) 94/100 (NS) 85/100 |

Celotna serija The Witcher je bila na splošno pozitivno sprejeta tako s strani kritikov kot občinstva.
Prva igra The Witcher je prejela večinoma pozitivne ocene kritikov. Pohvale so prejele njena pripoved, razvejani dialogi, teme za odrasle, okolje, elementi RPG, sistem napredovanja in alkimije ter Geraltov značaj, so pa bili kritiki bolj kritični do mehanike bojevanja, animacij, mehanik gibanja in predolgih časov nalaganja igre.
The Witcher 2: Assassins of Kings je veljala za izboljšavo svoje predhodnice v smislu mehanike bojevanja, prilagoditve karakterja, grafike, okolja in pripovedovanja. Glavni vir kritik je bila težavnost boja, zlasti v prvih nekaj urah igre, in nepotrebna golota.
The Witcher 3: Wild Hunt je prejela vsesplošno priznanje kritikov in občinstva ter je bila imenovana za eno najboljših iger vseh časov. Prejela je pohvale za igranje, pripoved, oblikovanje sveta, mehanike bojevanja, izvirno glasbo, vizualne podobe, čeprav je bila deležna manjših kritik zaradi tehničnih težav.

### Prodaja
Do marca 2018 je bilo prodanih več kot 33 milijonov izvodov serije, do maja 2020 pa se je to število še povečalo na več kot 50 milijonov izvodov. Do marca 2023 je bilo prodanih več kot 75 milijonov izvodov serije, od tega več kot 50 milijonov izvodov igre The Witcher 3: Wild Hunt, kar serijo uvršča med najbolje prodajane franšize videoiger vseh časov.

### Avtorjeve zahteve za plačilo
Oktobra 2018 je Sapkowski CD Projektu poslal obvestilo, v katerem je zahteval plačilo za prodajo videoiger The Witcher, pri čemer je zahteval več kot 60 milijonov poljskih zlotov (več kot 15 milijonov USD), kar predstavlja med približno 5 % in 15 % prihodkov igre v tem obdobju. Sapkowski je prvotno podelil licenco CD Projektu na podlagi pavšalnega plačila, nato pa je verjel, da mu pripada več, saj je serija postala veliko uspešnejša od pričakovanega. CD Projekt je izjavil, da bodo kljub temu, da so izpolnili vse obveznosti ob začetni pridobitvi licence, sodelovali s pravnimi zastopniki Sapkowskega, da bi dosegli pravičen izid za vse strani. Februarja 2019 je CD Projekt izdelal poravnalno pogodbo, ki bi Sapkowskemu zagotovila dodatne licenčnine za njihovo serijo videoiger, čeprav ne tako visoke, kot jih je zahteval Sapkowski, da bi ohranili delovno razmerje z avtorjem za prihodnje projekte Witcher. Poravnava je bila zaključena decembra 2019.